# Vincent Azoulay
Pour les articles homonymes, voir Azoulay.
Vincent Azoulay est un historien français spécialiste de la Grèce antique.

## Biographie
Élève de l'ENS Fontenay-Saint Cloud (aujourd'hui ENS de Lyon) de 1993 à 1999, il est reçu à l'agrégation d'histoire en 1995,. Il soutient sa thèse dirigée par Pauline Schmitt Pantel en 2002.
Il est élu maître de conférences en histoire grecque à l'université d'Artois, puis à l'université Paris-Est-Marne-la-Vallée. Professeur dans cette même université en 2014, il  est élu directeur d'études à l'École des hautes études en sciences sociales (EHESS) en 2018 et, à ce titre, est membre du laboratoire ANHIMA (Anthropologie et histoire des mondes antiques). Il travaille notamment sur l'histoire et sur les cultures des honneurs dans l'Athènes classique.
Depuis juin 2018, il est directeur de la rédaction de la revue Annales. Histoire, Sciences sociales.

## Publications

### Ouvrages
- Xénophon et les Grâces du pouvoir. De la charis au charisme, Paris, Publications de la Sorbonne, 2004, 511 p. (ISBN 2-85944-509-9, lire en ligne).
- avec Paulin Ismard (dir.), Athènes et le politique, Paris, Albin Michel, 2007, 348 p. (ISBN 978-2-22617-901-2)
- Périclès : La démocratie athénienne à l'épreuve du grand homme, Paris, Armand Colin, coll. « Nouvelles biographies historiques », 2010, 280 p. (ISBN 978-2-200-24418-7)
- avec Paulin Ismard (dir.), Clisthène et Lycurgue d'Athènes : autour du politique dans la cité classique, Paris, Publications de la Sorbonne, 2011, 406 p. (ISBN 978-2-85944-682-6, lire en ligne)
- avec Florence Gherchanoc et Sophie Lalanne (dir.), Le banquet de Pauline Schmitt Pantel : genre, mœurs et politique dans l'Antiquité grecque et romaine, Paris, Publications de la Sorbonne, 2012, 585 p. (ISBN 978-2-85944-720-5, lire en ligne)
- Les Tyrannicides d'Athènes : vie et mort de deux statues, Paris, Éditions du Seuil, coll. « L'univers historique », 2014, 367 p. (ISBN 978-2-02-112164-3)
- avec Paulin Ismard, Athènes 403 : Une histoire chorale, Paris, Flammarion, 2020, 464 p. (ISBN 9782081334724).

## Prix et distinctions
Il a reçu en 2011 le Prix du Sénat du livre d'histoire, pour son livre Périclès : La démocratie athénienne à l'épreuve du grand homme, publié chez Armand Colin.